# Herennia milleri
Herennia milleri is een spinnensoort uit de familie van de wielwebspinnen (Araneidae).
De wetenschappelijke naam van de soort werd in 2005 gepubliceerd door Matjaž Kuntner.